# Jan Bagieński
Jan Bagieński (în ucraineană Іван Багенський, transliterat: Ivan Baghenski; n. 25 ianuarie 1883, Soroca, gubernia Basarabia, Imperiul Rus – d. 12 iunie 1967, Liov, RSS Ucraineană, URSS) a fost un arhitect și pedagog polonez și sovietic care a activat preponderent în orașul Liov.

## Biografie
S-a născut în orașul Soroca din același ținut, Basarabia, Imperiul Rus (actualmente în Republica Moldova), în familia avocatului Aleksander Bagieński. După absolvirea școlii reale din orașul natal, a plecat la Kerci, unde a urmat Gimnaziul Alexandrian. În august 1902 s-a mutat la Varșovia, unde și-a început studiile la Universitate, pe care le-a întrerupt în 1904 și s-a mutat la Liov, începându-și studiile la Universitatea Politehnică un an mai târziu. Din 1909 a lucrat în biroul de construcții al Wojciech Dembiński, iar, un an mai târziu a absolvit și a primit licența de arhitect. În 1913 a plecat la Roma unde timp de două luni a efectuat cercetări ale arhitecturii antice. Până în 1914, a proiectat unsprezece case de locuit și case de utilități, care au fost construite de compania lui Dembiński. În 1915 s-a mutat la Sevastopol, unde a fost asistent principal al lui Alphonse Vansant la construcția cazărmii Corpului Marinei de Cadeți.
În 1920 s-a întors la Liov, și a început să proiecteze vile de oraș. În 1921 a devenit lector la Politehnica din Liov, iar în 1933 i s-a acordat postura de profesor. A predat compoziția arhitecturală bazată pe forme clasice, după 1939 a rămas la universitate și a predat chiar și după izbucnirea celui de-al doilea război mondial și transformarea universității în Institutul Politehnic sovietic.
În timpul strămutării polonezilor din Liov, a decis să rămână în oraș. Din 1950, a extins sfera prelegerilor sale pentru a include decorarea, a aparținut consiliului regional pentru arhitectură și urbanism. În 1958 a devenit membru corespondent al Academiei de Arhitectură din URSS.
A educat 370 de arhitecți și s-a retras la sfârșitul anului 1966. A murit pe 12 iunie 1967, fiind înmormântat în cimitirul Lîceakiv. 

## Proiectări
Jan Bagieński a creat inițial în spiritul neoclasicismului, după 1920 proiectele sale capătă trăsăturile funcționalismului.

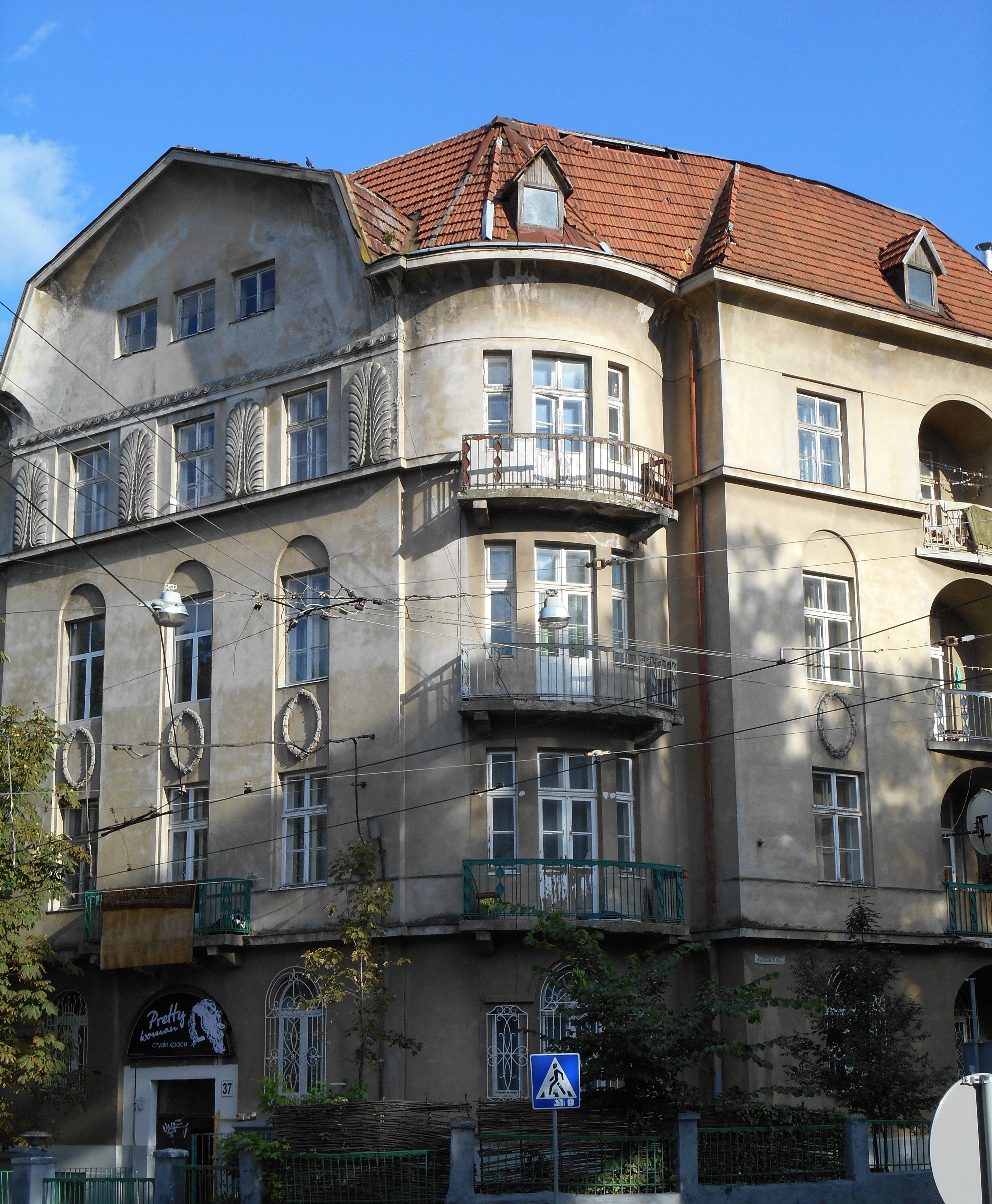
Casă de locuit din Liov
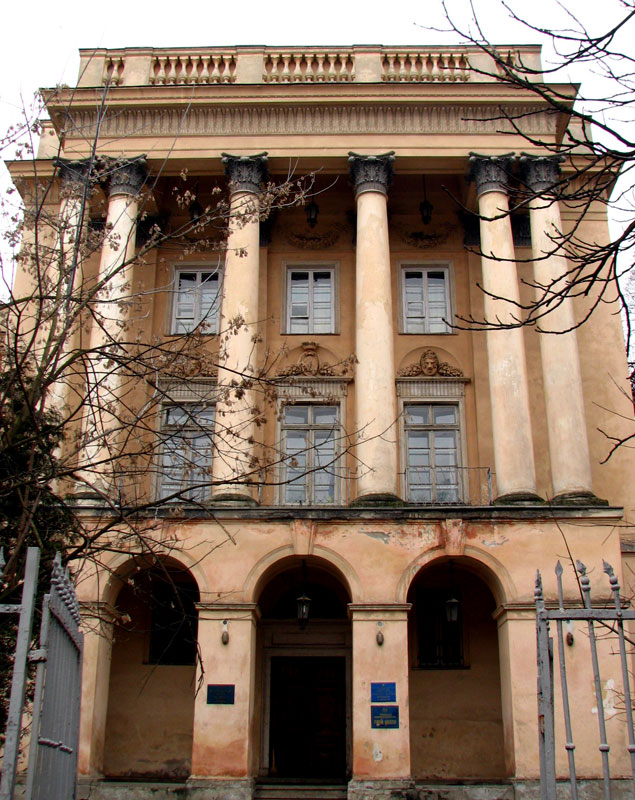
Palatul Belski din Liov (1923)
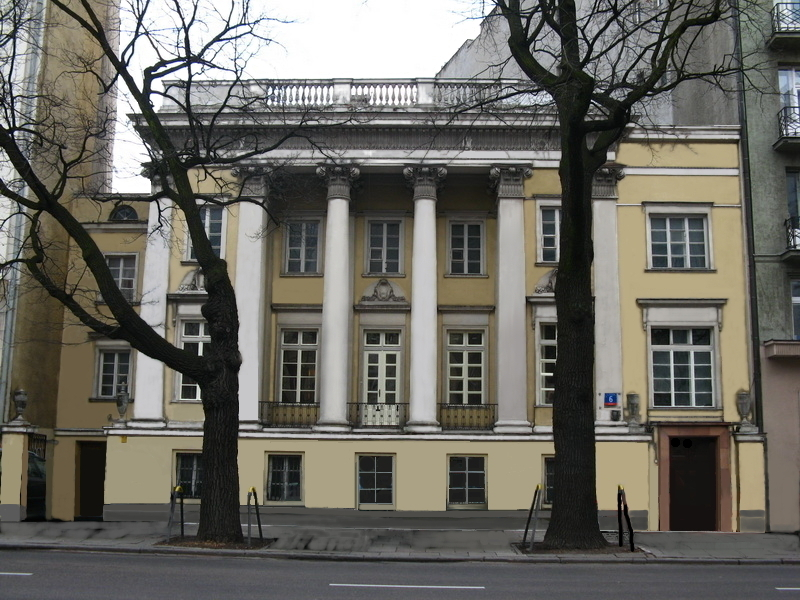
Casă de pe Aleja Szucha, 6 din Varșovia (1925)
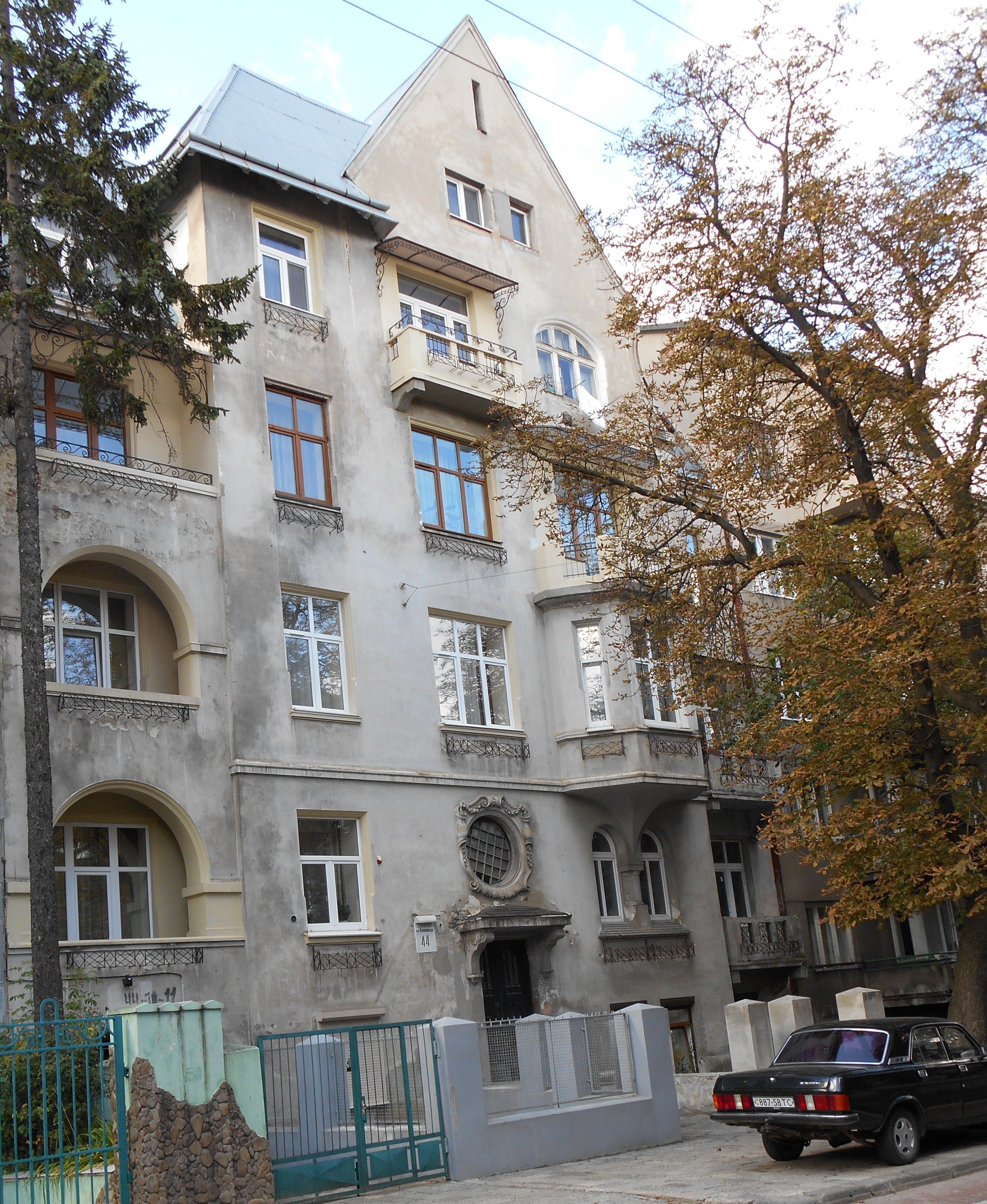
Casă de locuit din Liov
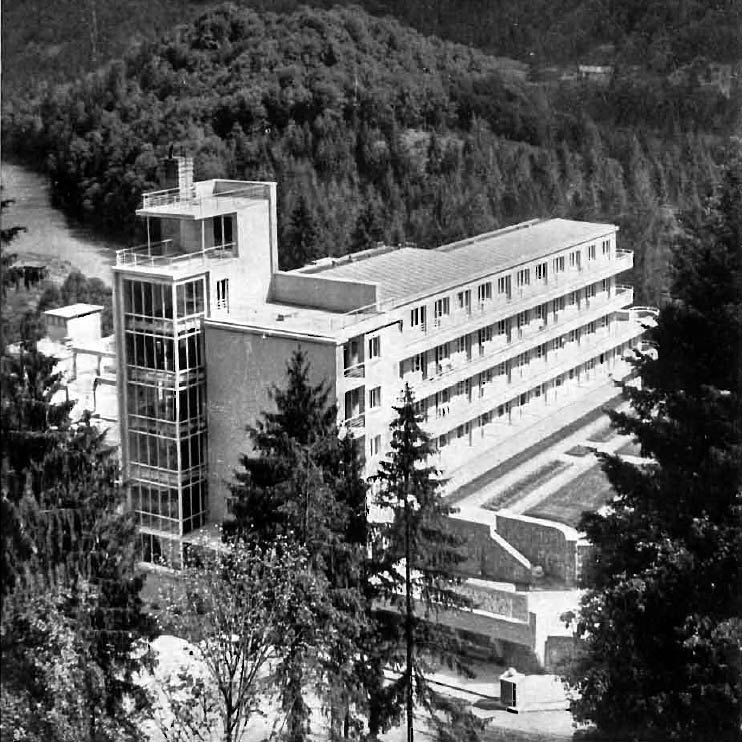
Sanatoriul „Victor” din Żegiestów (1932)